# 索馬利蘭共和國駐台灣代表處
索馬利蘭共和國駐台灣代表處簡稱索馬利蘭駐臺代表處，是索馬利蘭共和國設在中華民國的官方代表機構，負責處理該國與中華民國間的經濟、文化等交流事務，具有實質大使館功能。

## 簡介

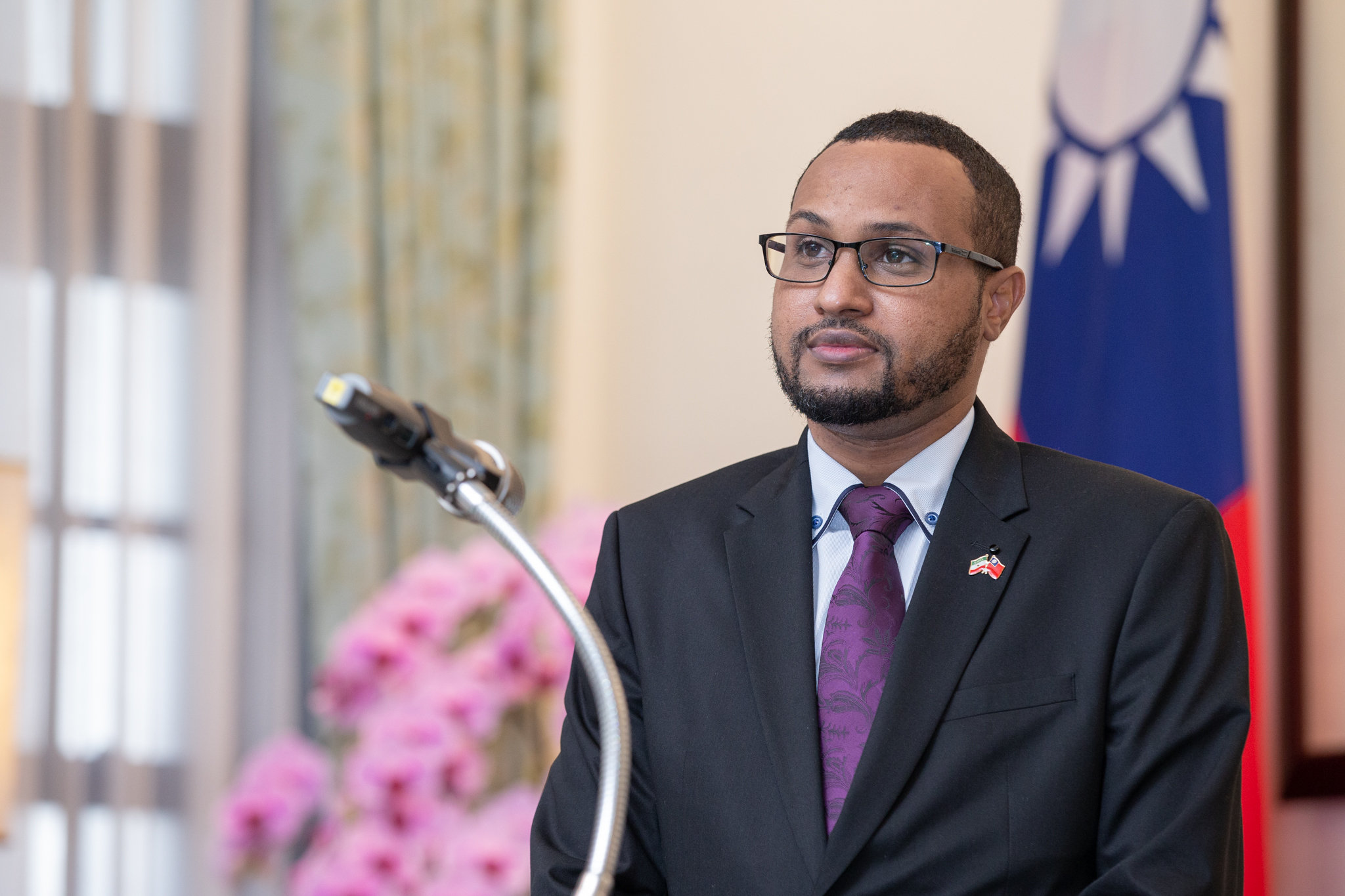
索馬利蘭駐臺代表穆姆德

2020年9月9日，代表處揭牌典禮於中華民國臺北市大安區的外交部外交及國際事務學院1層大堂舉行，索馬利蘭共和國代表穆姆德與中華民國外交部長吳釗燮列席，後者致辭表示「臺灣是你的第二個家」。此次開館繼8月17日中華民國代表羅震華在索馬利蘭首都哈爾格薩揭牌「台灣駐索馬利蘭共和國代表處」而啟動兩國雙邊關係。索馬利蘭總統繆斯·比希·阿卜迪傳來影像，言「貴我兩國同屬民主陣營，共享政治與經濟自由等普世價值」，多次強調索馬利蘭與中華民國兩國是尊重自由民主的獨立主權國家，慶賀代表處開館。關於代表處名稱，吳釗燮表示雙方屬「高度官方」而「非正式邦交」關係，故代表處使用臺灣而非中華民國名義。

## 地址
舊址：臺北市中正區寧波西街108號3樓
新址：臺北市內湖區成功路四段61巷55號10樓之1

## 外部連結
- Republic of Somaliland Representative Office In Taiwan | Home | （页面存档备份，存于）
- 索馬利蘭共和國駐台灣代表處 - 駐華外國機構 - 中華民國外交部 （页面存档备份，存于）